# Kappa Coronae Borealis b
Kappa Coronae Borealis b é um exoplaneta a cerca de 102 anos-luz de distância da Terra, na constelação de Corona Borealis. Este planeta foi descoberto por Johnson et al., através do método de velocidade radial (espectroscopia Doppler). Sua descoberta aconteceu em setembro de 2007, sendo publicada em novembro do mesmo ano.
O planeta tem massa de 1,8 massas de Júpiter ou 570 massas da Terra. Apesar de que apenas sua massa mínima é conhecida, já que sua inclinação é desconhecida. Ele orbita a uma distância de 2,7 unidades astronômicas ou 400 gigametros e leva 1.208 dias ou 3.307 anos para orbitar ao redor de Kappa Coronae Borealis.